# Mikhail Yefimovich Fradkov
Mikhail Efimovich Fradkov (tiếng Nga: Михаи́л Ефи́мович Фрадко́в; sinh ngày 1 tháng 9 năm 1950) là một nhà chính trị Nga, là Thủ tướng Nga từ tháng 3 năm 2004 đến tháng 9 năm 2007.
Fradkov sinh ra gần thành phố mà ngày nay là Samara trong một gia đình có gốc Do Thái. Ông học tại Viện Thiết kế Công cụ máy móc Moskva (станкоинструментальный), tốt nghiệp năm 1972 và Học viện Ngoại thương, tốt nghiệp năm 1981. Năm 1973, ông được bổ nhiệm một chức ở bộ phận kinh tế của đại sứ quán Liên Xô ở Ấn Độ, nơi ông làm trong hai năm. Sau đó ông giữ nhiều chức vụ khác ở Nga. Năm 1991, ông là đại diện của Nga ở Hiệp ước chung về thuế quan và mậu dịch (GATT) ở Genève.